# 吹田貨物ターミナル駅
吹田貨物ターミナル駅（すいたかもつターミナルえき）は、大阪府吹田市および摂津市にまたがる日本貨物鉄道（JR貨物）の貨物駅である。東海道本線の岸辺駅と吹田駅の間に位置している。
閉鎖された梅田貨物駅（大阪市北区、うめきた地区）の機能代替の一つとして、吹田操車場の跡地を利用して設置された。

## 乗り入れ路線

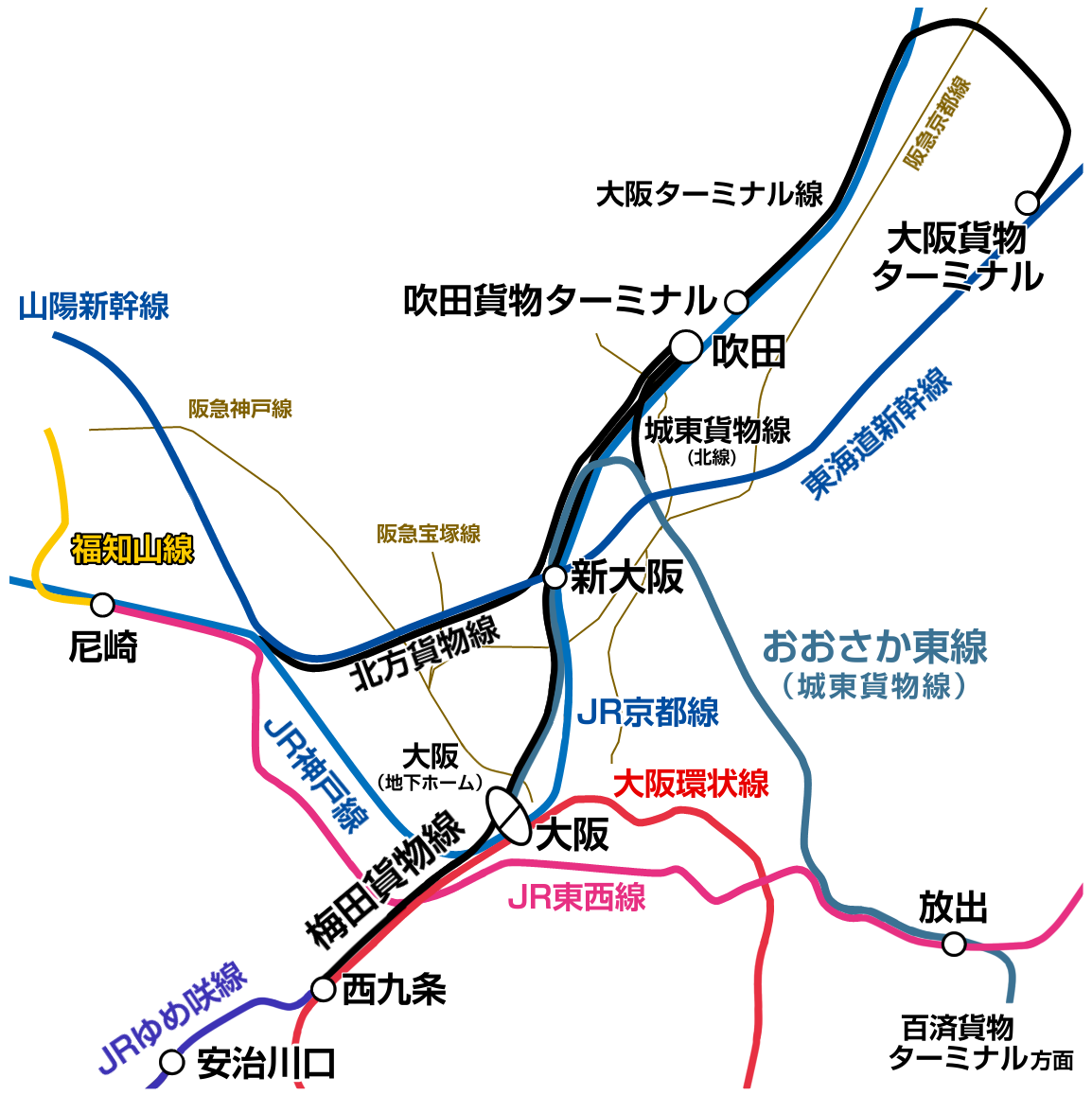
大阪地区の貨物線・貨物駅

開業に際しては、書類上吹田駅を起終点としていた各支線についても、当駅を起終点とする形に集約された。
その結果、JR西日本においては東海道本線本線（京都方面 - 大阪方面）、東海道本線支線（宮原操車場方面）、片町線支線（神崎川信号場方面）の2線区3路線、JR貨物においては東海道本線本線（京都方面 - 宮原操車場方面）、東海道本線支線（大阪貨物ターミナル方面、福島方面）、片町線支線（神崎川信号場方面）の2線区4路線の結節点となった。
乗り入れる線路は以下の通りである。
- 東海道本線
  - 旅客線（急行線・緩行線）
  - 「梅田貨物線」[4] ： 当駅 - 大阪駅うめきたエリア - 福島駅間。福島駅以遠は大阪環状線の西九条駅までの専用線路につながっている。新大阪駅まで旅客線と並行しており、同駅に停車する「くろしお」「はるか」などの特急列車も走行する。
  - 「北方貨物線」[1] ： 当駅 - 宮原操車場 - 尼崎駅間。山陽本線方面に直通する貨物列車が使用する。また大阪駅における折返しが難しい関係上、同駅を始発・終着駅とする列車を車両基地へ入出庫させるための一部の回送列車も使用する。
  - 「大阪ターミナル線」[4]： 当駅 - 大阪貨物ターミナル駅間。当駅に乗り入れる路線では唯一のJR貨物の第一種鉄道事業区間となっている。
- 片町線支線「城東貨物線」[2] ： 当駅 - 神崎川信号場間。神崎川信号場以遠はおおさか東線に直通可能。

## 歴史

### 建設の経緯
1987年、国鉄の債務返済に充てるため、梅田駅移転および旧梅田駅跡地の売却計画がスタートした。
当初は、梅田駅の貨物取扱施設を吹田操車場跡地に移転させるとともに、跡地を商業用地として売却し、債務返済に充てるというものだった。ところが計画当時のバブル景気はのちに崩壊し、地価は暴落したため債務削減の面における意義は減退した。
また地元の吹田市や摂津市にとっては、長らく地域を分断してきた操車場が解消されて再開発可能な用地として期待されていたことに加えて、貨物駅に出入りするトラックの走行による公害が危惧されたことで、移転建設反対運動が起こった。
一方で、大阪駅北口前の広大な敷地を占める梅田駅を移転させ大阪駅北地区として再開発を行いたいというのが大阪市の立場であった。
このため1997年6月に、日本国有鉄道清算事業団は梅田駅の約半分の機能を吹田に移転し、残りを大阪南部の関西本線百済駅（吹田貨物ターミナル駅開業と同時に百済貨物ターミナル駅に改称）に移転させる計画を提示した。
これを受けて1999年1月、大阪府、吹田市、摂津市、日本鉄道建設公団国鉄清算事業本部（当時）、JR貨物の5者は移転計画に関する基本協定書を締結し、鉄道建設・運輸施設整備支援機構は2005年1月、吹田・摂津両市に環境影響評価書を提出し、5者は2006年2月、吹田貨物ターミナル駅建設事業の着手合意協定書を締結し、2007年1月30日に起工式が挙行された。
事業主体は鉄道建設・運輸施設整備支援機構国鉄清算事業本部である。
梅田駅の吹田・百済両駅への移転完了後に、梅田駅を更地にして処分する。吹田操車場跡地約50.2ヘクタールのうち貨物駅は27.2ヘクタールを使用し、23ヘクタールはまちづくり用地である。

### 年表
- 1987年（昭和62年）4月1日：国鉄分割民営化により、吹田信号場の施設は西日本旅客鉄道（JR西日本）が、吹田操車場跡地は日本国有鉄道清算事業団がそれぞれ承継する。この頃、梅田駅の施設移転計画が明らかになる。
- 2007年（平成19年）1月30日：吹田貨物ターミナル駅（仮称）の起工式を挙行する。
- 2012年（平成24年）10月8日：営業開始前の吹田貨物ターミナル駅を、信号場に準じた扱いで営業開始。北方貨物線（東海道本線支線）の起点ならびに城東貨物線（片町線支線）の終点を、それぞれ吹田駅から吹田貨物ターミナル駅に変更[1][2]。
- 2013年（平成25年）3月16日：吹田貨物ターミナル駅が正式開業し、営業開始[3]。梅田貨物線（東海道本線支線）の起点を吹田駅から吹田貨物ターミナル駅に変更[4]。同時に吹田信号場は吹田貨物ターミナル駅構内扱いとなり、大阪貨物ターミナル駅への貨物支線の起点も吹田貨物ターミナル駅となる[4]。
- 2025年（令和7年）2月10日：構内にコンテナと一般トラックの積替ステーションを開設[6]。

## 駅施設
敷地の総面積は27.2ヘクタールある。入換作業なしでコンテナ列車を荷役できる着発線荷役方式で26両編成に対応している。
施設は、コンテナホーム2面（北側13,300平方メートル、南側22,300平方メートル）、中継コンテナホーム1面24,400平方メートル、駅本屋（鉄筋コンクリート造り4階建て、延べ床面積1,600平方メートル）、倉庫（鉄筋コンクリート造り3階建て、8,000平方メートル）、鉄道倉庫（鉄骨造2階建て、4,445平方メートル）、着発線8線、荷役線5線、留置線16線（うち編成留置線4線）などを備えている。
地元との協定により、貨物取扱量は年間100万トン以内、中継貨物は年間45万トン以内、始発・終着列車は1日12本以内、車両編成はコンテナ貨車26両以内とし、出入りする貨物関連自動車は1日往復1,000台以内に限定する。
フォークリフトは低騒音型のものを用意し、貨物専用道路（3.1キロ）も設置する。2013年3月16日、同日に実施されたダイヤ改正にともない開業した。

## 駅周辺

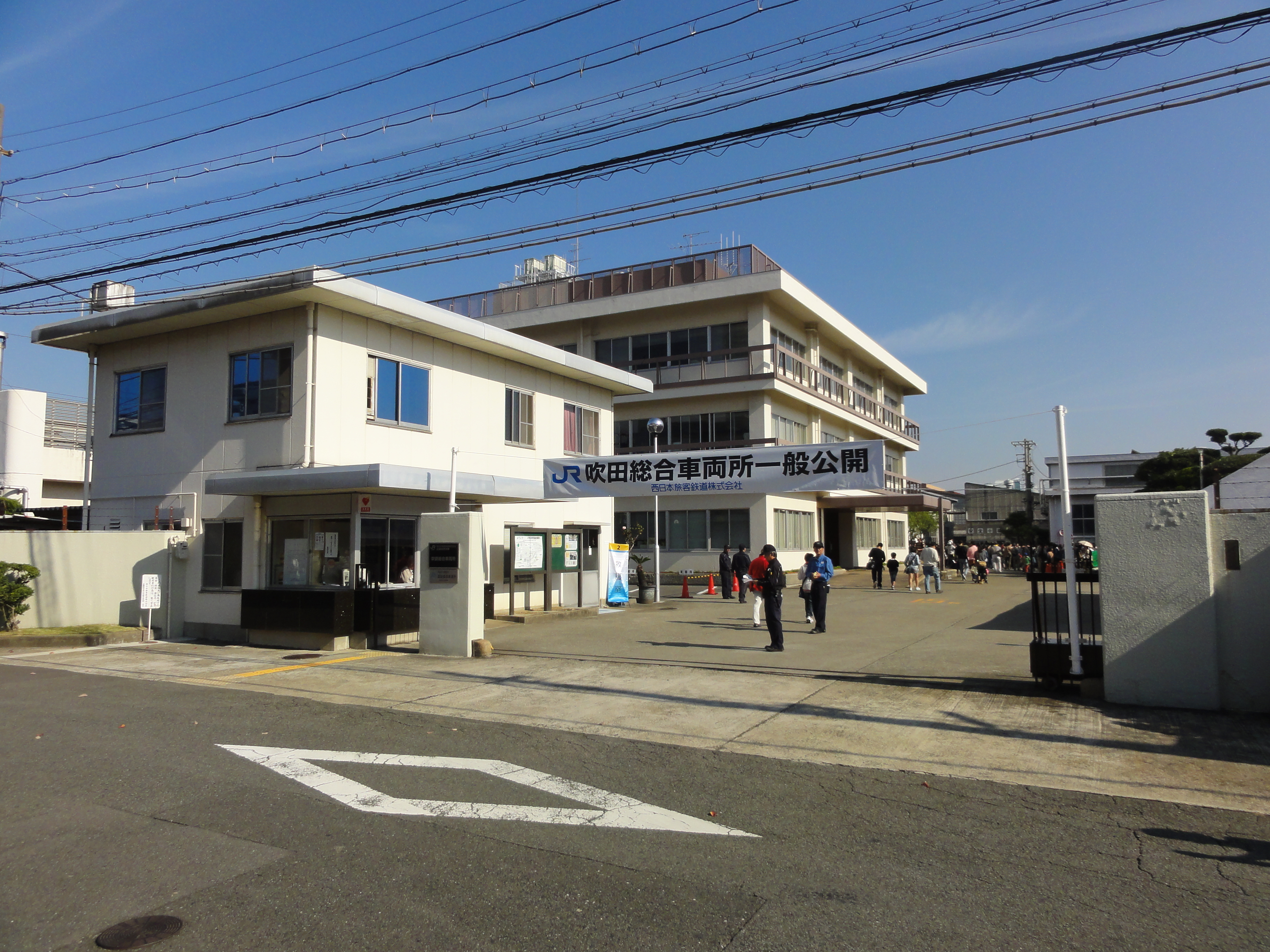
吹田総合車両所 本所（2012年10月）

先述のとおり、当貨物駅の構内は岸辺駅（JR京都線〈東海道本線〉）から吹田駅（同線）の駅間に大きく広がっている。両駅間にある主要施設や道路は下記のとおり。
- 西日本旅客鉄道（JR西日本）吹田総合車両所 本所 - かつての西日本旅客鉄道吹田工場。
- 日本貨物鉄道（JR貨物）吹田機関区
- 健都レールサイド公園 - 当貨物ターミナル駅沿いにある公園（2020年11月開設[9]）。「健康・医療」をキーワードとしている[10]。
- 吹田市立目俵市民体育館
- 吹田市立岸部第一小学校
- 吹田市立吹田東小学校
- 大阪府道・京都府道14号大阪高槻京都線

## 貨物列車
- 高速貨物列車（上り）（下り）貨物列車の発着駅は大阪貨物ターミナル駅の他に帯広貨物駅、新潟貨物ターミナル駅、安治川口駅、幡生駅、東京貨物ターミナル駅、宇都宮貨物ターミナル駅
- 当駅から東京貨物ターミナル駅まで福山通運専用貨物列車「福山レールエクスプレス号」、当駅から郡山貨物ターミナル駅経由で仙台港駅まで西濃運輸ブロックトレイン「カンガルーライナーSS60」が運行されている[11][12]。

## 隣の駅
西日本旅客鉄道（JR西日本）
東海道本線
茨木駅 - （千里丘駅） - （岸辺駅） - （貨）吹田貨物ターミナル駅 - （吹田駅）
東海道本線貨物支線（梅田貨物線）
（貨）吹田貨物ターミナル駅 - 新大阪駅
東海道本線貨物支線（北方貨物線）
（貨）吹田貨物ターミナル駅 - 宮原操車場
片町線貨物支線（城東貨物線）
神崎川信号場 - （貨）吹田貨物ターミナル駅
日本貨物鉄道（JR貨物）
東海道本線貨物支線（大阪貨物ターミナル線）
（貨）吹田貨物ターミナル駅 - （貨）大阪貨物ターミナル駅